# Пракрти
Пракрити (санскрит: प्रकृति prakṛti - твар) су у индијској филозофији оно што је првобитно. Елементи из којих све потиче - природа, твар, материја.